# هاشم قنبری
هاشم قنبری (زادهٔ ۱۰ مهر ۱۳۲۴ در مزلقان، ساوه) کشتی‌گیر فرنگی‌کار پیشین ایران است. وی در بازی‌های آسیایی ۱۹۷۴ در دستهٔ ۷۴ کیلوگرم مدال طلا به دست آورد.

## فعالیت حرفه‌ای
هاشم قنبری مهر ۱۳۲۴ در منطقهٔ مزلقان شهرستان ساوه به دنیا آمد و سپس به تهران آمد و در آن‌جا فعالیت کشتی را به توصیهٔ برادر بزرگترش محمود در باشگاه ایزد فردوسی و زیر نظر منصور تبریزی آغاز کرد. وی سپس به اصفهان رفت و در این شهر به فعالیت خود ادامه داد. قنبری از ۱۳۴۸ تا ۱۳۵۱ برای تهران کشتی گرفت و از سال ۱۳۵۱ تا سال ۱۳۵۷ به عنوان نمایندهٔ اصفهان روی تشک مسابقه رفت. وی در آغاز در کشتی آزاد رقابت می‌کرد اما به پیشنهاد تبریزی به در سبک فرنگی به فعالیت خود ادامه داد و در این سبک در سال ۱۳۴۸ مدال برنز قهرمانی ایران را به دست آورد و ۸ بار بین سال‌های ۱۳۴۹ تا ۱۳۵۸ (به جز سال ۱۳۵۴ که با نتیجهٔ ۱۳ بر ۱۰ به محمد دلیریان باخت) قهرمان ایران شد. در بازی‌های آسیایی در سال ۱۹۷۴ در وزن ۷۴ کیلوگرم وی مدال طلا را به دست آورد. وی در این بازی‌ها در حالی که در سه دقیقهٔ نخست برابر یانگ سیک کاک از کره جنوبی ۹ بر ۰ عقب بود توانست امتیازات عقب افتاده را جبران کند و با پیروزی بر این حریف قهرمان مسابقات شود.
قنبری در طول حضور خود در کشتی مدال‌های طلا، نقره و برنز پیشکسوتان جهان و مدال‌های طلا، نقره، برنز بین‌المللی در کشورهای مصر، ترکیه و رومانی را نیز در کارنامهٔ خود دارد.

## زندگی شخصی
اوایل انقلاب در اثر یک تصادف رانندگی همسر، سه فرزندش، خواهر و فرزند خواهرش از دنیا رفتند که تأثیر بدی بر زندگی وی گذاشت و پس از آن از نظر روحی در شرایط بسیار بدی قرار گرفت.
پس از آن واقعه، دوباره ازدواج کرد و یک پسر دارد که در آلمان زندگی می‌کند و دخترانش نیز در کنار خودش در اصفهان ساکن هستند.